# Тауш (Иглинский район)
Тауш (баш. Тыуыш) — деревня в Иглинском районе Республики Башкортостан Российской Федерации. Входит в состав Калтымановского сельсовета.

## География

### Географическое положение
Находится на р. Таушке.
Расстояние до:
- районного центра (Иглино): 14 км,
- центра сельсовета (Калтыманово): 4 км,
- ближайшей ж/д станции (Иглино): 14 км.

## Население
| 2002 | 2009 | 2010 |
| ---- | ---- | ---- |
| 12   | ↗16  | ↗23  |

Национальный состав
Согласно переписи 2002 года, преобладающие национальности — белорусы (59 %), чуваши (33 %).